# Italo Spinelli
Italo Spinelli (Roma, 19 gennaio 1951) è un regista, sceneggiatore e attore italiano.
Il suo ultimo film Gangor, girato dopo una lunga pausa, ha partecipato in concorso al Festival Internazionale del Film di Roma 2010.

## Filmografia

### Regista
- Roma-Paris-Barcelona, co-regia con Paolo Grassini (1989)
- Corsica, co-regia con Nico Cirasola, Gianfrancesco Lazotti, Giorgio Molteni e Pasquale Squitieri (1991)
- Danzando in Cambogia (1998)
- Gangor (2010)

### Attore
- Blue Nude, regia di Luigi Scattini (1977)
- Caro diario, regia di Nanni Moretti (1993)
- L'odore del sangue, regia di Mario Martone (2004)